# Provinciale weg 488
De provinciale weg 488 (N488) is een provinciale weg in de provincie Zuid-Holland. De weg vormt een verbinding tussen het centrum van Numansdorp en de N489 ter hoogte van de buurtschap Greup.
Tussen Numansdorp en Klaaswaal is de weg uitgevoerd als tweestrooks-gebiedsontsluitingsweg met een maximumsnelheid van 80 km/h. Het gedeelte tussen Klaaswaal en de buurtschap Greup is uitgevoerd als tweestrooks-erftoegangsweg met een maximumsnelheid van 60 km/h. De weg draagt de straatnamen Burgemeester De Zeeuwstraat, Rijksstraatweg en Molendijk.

## Geschiedenis
Oorspronkelijk was de huidige N488 een rijksweg. Vanaf het Rijkswegenplan 1932 was de weg als planweg opgenomen als rijksweg 19. Deze weg verliep van Rotterdam via Mijnsheerenland naar Numansdorp. Deze weg zou in de rijkswegenplannen van 1938, 1948 en 1958 behouden blijven als planrijksweg 19.
Daar men in de eerste helft van de jaren 60 was begonnen met de aanleg van de A29 tussen Barendrecht en Klaaswaal, welke in 1967 gereed kwam tussen Klaaswaal en Heinenoord, verloor de weg haar doorgaande functie en werd het een planvervangende rijksweg, welke administratief genummerd werd als rijksweg 217. Toen midden in de jaren 80 een wegnummersysteem werd ingevoerd waarvoor de wegnummers tussen 200 en 399 gebruikt werden, en er geen dubbele nummers gewenst waren werd de weg hernummerd tot rijksweg 717.
Uiteindelijk werd de weg bij de invoering van de Wet herverdeling wegenbeheer op 1 januari 1993 door Rijkswaterstaat grotendeels overgedragen aan de provincie Zuid-Holland. Deze nummerde de weg als N488.

## Wegbeheer
De provincie Zuid-Holland is verantwoordelijk voor het beheer van de weggedeelten buiten de bebouwde kom tussen zowel Numansdorp en Klaaswaal als Klaaswaal en Greup. De gemeente Hoeksche Waard is verantwoordelijk voor het beheer van de weggedeelten binnen de bebouwde kommen van Numansdorp en Klaaswaal.
N23 · N194 · N196 · N197 · N198 · N199 · N200 · N201 · N202 · N203 · N204 · N205 · N206 · N207 · N208 · N209 · N210 · N211 · N212 · N213 · N214 · N215 · N216 · N217 · N218 · N219 · N220 · N221 · N222 · N223 · N224 · N225 · N226 · N227 · N228 · N229 · N230 · N231 · N232 · N233 · N234 · N235 · N236 · N237 · N238 · N239 · N240 · N241 · N242 · N243 · N244 · N245 · N246 · N247 · N248 · N249 · N250 · N307

N401 · N402 · N403 · N404 · N405 · N406 · N407 · N408 · N409 · N410 · N411 · N412 · N413 · N414 · N415 · N416 · N417 · N418 · N419 · N420 · N421 · N439 · N440 · N441 · N442 · N443 · N444 · N445 · N446 · N447 · N448 · N449 · N450 · N451 · N452 · N453 · N454 · N455 · N456 · N457 · N458 · N459 · N460 · N461 · N462 · N463 · N464 · N465 · N466 · N467 · N468 · N469 · N470 · N471 · N472 · N473 · N474 · N475 · N476 · N477 · N478 · N479 · N480 · N481 · N482 · N483 · N484 · N487 · N488 · N489 · N490 · N491 · N492 · N493 · N494 · N495 · N496 · N497 · N498 · N501 · N502 · N503 · N504 · N505 · N505 (Andijk) · N506 · N507 · N508 · N509 · N510 · N511 · N512 · N513 · N514 · N515 · N516 · N517 · N518 · N519 · N520 · N521 · N522 · N523 · N524 · N525 · N526 · N527 · N806 · N830 · N848

Cursief vermelde wegen zijn voormalige Provinciale wegen